# Rosemarie Albrecht
Rosemarie Albrecht (* 19. März 1915 in Kōbe, Japan; † 7. Januar 2008 in Jena) war eine deutsch-japanische Hals-Nasen-Ohren-Ärztin. Als Professorin leitete sie die HNO-Kliniken in Erfurt, danach in Jena. Im Jahr 2000 ergaben Akten aus dem NS-Archiv des Ministeriums für Staatssicherheit Hinweise auf eine Beteiligung an Euthanasie-Maßnahmen 1940 bis 1942. Ein Verfahren gegen sie wurde 2005 aufgrund des Alters der Angeklagten eingestellt.

## Leben und Wirken
Marie Johanna Albrecht, genannt Rosemarie, wurde 1915 als Tochter eines deutschen Kaufmanns und einer Japanerin geboren. Sie wuchs nach dem Ersten Weltkrieg in Rostock auf und legte dort 1935 das Abitur ab. Sie studierte Medizin an der Universität Hamburg, der Friedrich-Schiller-Universität Jena und der Universität Rostock. 1940 legte sie ihr Staatsexamen in Rostock ab und wurde mit einer Dissertationsschrift mit dem Titel Der Vitamin C-Gehalt der Frauenmilch vor und nach dem Kochen zum Dr. med. promoviert. Sie meldete sich danach freiwillig für die Thüringischen Landesheilanstalten Stadtroda, wo sie zunächst als Pflichtassistentin und dann als Stationsärztin einer Frauenstation tätig war. In diese Zeit fallen die Vorwürfe gegen sie, aktiv an den Krankenmorden in der Zeit des Nationalsozialismus der nationalsozialistischen Rassenpolitik beteiligt gewesen zu sein. Sie wurde 1942 zur HNO-Klinik der Universität Jena dienstverpflichtet, wo sie bis 1946 ihre Weiterbildung zur HNO-Fachärztin absolvierte. 1948 habilitierte sie sich und wurde Dozentin. 1952 wurde Albrecht Chefärztin der HNO-Klinik der Städtischen Krankenanstalten Erfurt. Sie erweiterte den Bettenbereich der Klinik und richtete eine HNO-Ambulanz ein. Mit der Gründung der Medizinischen Akademie Erfurt wurde Albrecht auf den Lehrstuhl für Oto-Rhino-Laryngologie berufen. Sie hatte „überaus wesentlichen Anteil an der Gestaltung und Entwicklung“ des modernen Neubaus der HNO-Klinik an der MAE, der 1955 begonnen wurde und dessen Richtfest 1956 stattfand. 1957 folgte sie einem Ruf auf den Lehrstuhl ihres Lehrers Professor Johannes Zange an der Friedrich-Schiller-Universität Jena. Albrecht wurde auch in den Vorstand der Deutschen Gesellschaft für HNO-Heilkunde gewählt und war von 1965 bis 1967 Dekanin der Medizinischen Fakultät der FSU. Sie war gleichzeitig Lehrstuhlinhaberin für HNO-Heilkunde an der Akademie für Ärztliche Fortbildung der DDR und damit an der Erarbeitung der HNO-Facharztstandards beteiligt. 1975 wurde Albrecht mit 60 Jahren emeritiert.
Als Pionierin auf dem Gebiet der Operation führte Albrecht bereits Anfang der 1950er Jahre in Erfurt zahlreiche mikrochirurgische Fensterungsoperationen und Tympanoplastiken durch. Zusammen mit dem VEB Carl Zeiss in Jena entwickelte sie dafür ein Operationsmikroskop. Sie führte Mitte der 1950er Jahre die mikroskopische Betrachtung von präkanzerösen und kanzerösen Veränderungen der Schleimhaut von Mundhöhle und Kehlkopf ein. Ein Schwerpunkt der operativen Tätigkeit von Albrecht war die Beseitigung von Malignomen des Nasenrachenraums. Sie führte auch transethmyoidale Entfernungen von Hypophysenadenomen durch. Albrecht rekonstruierte die HNO-Wachstation und richtete verschiedene Funktionsabteilungen in der Klinik ein.

### Euthanasie-Vorwürfe
Zwischen 1964 und 1966 ermittelte die Bezirksverwaltung Gera des Ministeriums für Staatssicherheit (MfS) im Rahmen einer Untersuchung der Krankenmorde in der Landesheilanstalt Stadtroda auch gegen Rosemarie Albrecht. Auf Anweisung des Ministeriums in Ost-Berlin wurden die Ermittlungen allerdings eingestellt und die Ermittlungsakten gesperrt. Im Jahre 2000 wurden diese Unterlagen aus den Beständen des Ministeriums für Staatssicherheit der DDR gefunden, die Hinweise auf eine Beteiligung Albrechts an Euthanasie-Maßnahmen (Überdosierung von Beruhigungsmitteln) erbrachten, als sie von Mai 1940 bis Mai 1942 für die Frauenstation der Landesheilanstalt Stadtroda verantwortlich war. 2004 stand sie auf der Liste der meistgesuchten NS-Kriegsverbrecher des Simon Wiesenthal Center. Das Landgericht Gera stellte das Verfahren im Februar 2005 wegen „Verhandlungsunfähigkeit der Angeklagten“ ein.

## Ehrungen
- 1953: Verdienter Arzt des Volkes
- 1965: Mitglied der Leopoldina
- 1967: Mitglied der Akademie der Wissenschaften der DDR
- 1972: Nationalpreis III. Klasse der DDR
- 1972: Vaterländischer Verdienstorden in Gold
- 1975: Verdienter Hochschullehrer der DDR
- 1996: Ehrenmitglied der Deutschen Gesellschaft für Hals-Nasen-Ohren-Heilkunde, Kopf- und Hals-Chirurgie
- Mitglied des Collegium Oto-Rhino-Laryngologicum Amicitiae Sacrum

## Film
- Rainer Erices 2004: Der Fall Rosemarie Albrecht, MDR